# 로드니 앨런 리피

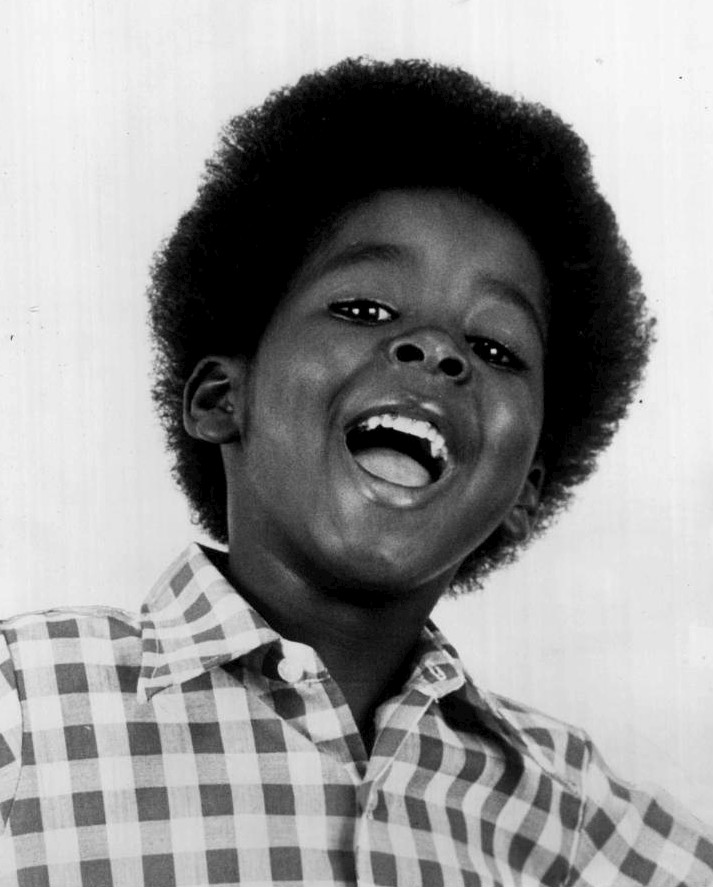

로드니 앨런 리피(Rodney Allen Rippy, 1968년 7월 29일 ~ )는 미국의 배우이다.
롱비치에서 태어났다.

## 출연 작품

### 영화
- 오, 갓! 북 2 (1980, Oh, God! Book II) - 찰리 역
- 컴백 차일드 (2003, Dickie Roberts: Former Child Star)

### 텔레비전
- 닥터 웰비 (1974)